# Hôtel de ville – Université Yongin (métro de Séoul)
Hôtel de ville – Université Yongin ( hangeul : 시청·용인대역 ; hanja : 市廳·龍仁大驛 ) est une station de la ligne Yongin Everline à Samga-dong, Cheoin-gu, Yongin, en Corée du Sud.

## Situation sur le réseau

Plan du réseau (2023)

La station Hôtel de ville – Université Yongin est une station de la ligne Yongin Everline du métro de Séoul :
C'est une station aérienne, située entre la station Samga en direction du terminus est Giheung, et la station Université Myongji en direction du terminus est Jeondae–Everland.